# György Dragomán

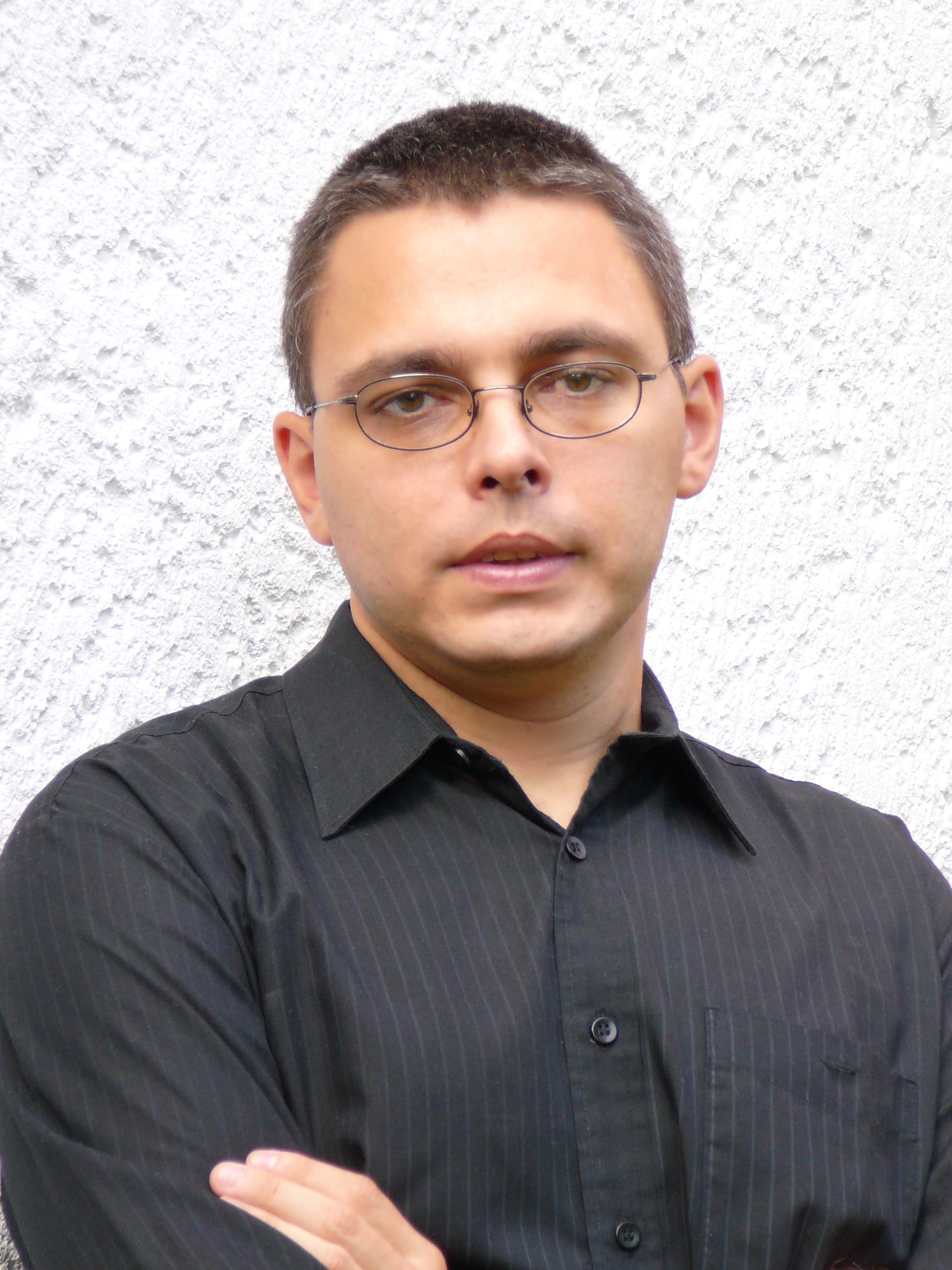
György Dragomán (2007)

György Dragomán (geboren 10. September 1973 in Târgu Mureș, Rumänien) ist ein ungarischer Schriftsteller und Übersetzer.

## Leben
Die ersten fünfzehn Jahre seines Lebens verbrachte Dragomán in Târgu Mureș. Er gehörte zu der in Siebenbürgen lebenden ungarischen Minderheit in Rumänien. 1988 emigrierten seine Eltern, Zahnarzt und Lehrerin, mit ihm und einem jüngeren Bruder nach Szombathely in Ungarn. Er studierte Sprachen an der Loránd-Eötvös-Universität in Budapest.
Seinen ersten Roman veröffentlichte Dragomán 2002: Unerledigte Genesis ist eine dunkle und brutale Geschichte über drei Tage im Leben eines jungen Architekten beim Militär, der zum Zeugen eines Genozids wird. Dragomán wurde für dieses Buch 2003 mit dem ungarischen Bródy-Preis für das beste Debüt des Jahres ausgezeichnet.
Dragomán hat in einer zehnjährigen Arbeit Samuel Becketts Novelle Watt ins Ungarische übersetzt. Er übersetzte außerdem Prosa von Irvine Welsh, James Joyce und Ian McEwan. Sein Roman „Der weiße König“ (2005) wurde in 30 Sprachen übersetzt. Im Juli 2008 brachte es der Roman auf Platz eins der ORF-Bestenliste.
Der Autor lebt mit seiner Frau, der Lyrikerin Anna T. Szabó, und zwei Kindern bei Budapest in Budaörs.

## Werke (Auswahl)
- A pusztítás könyve. Balassi Kiadó, Budapest 2002, ISBN 963-506-473-X, (Das Buch der Vernichtung).
- A fehér király. Magvető Kiadó, Budapest 2005, ISBN 963-14-2437-5.
  - Der weiße König. Aus dem Ungarischen von Laszlo Kornitzer. Frankfurt, M. : Suhrkamp 2008.
- Máglya. Magvető Kiadó, Budapest 2014, ISBN 978-963-14-2997-8
  - Der Scheiterhaufen. Aus dem Ungarischen von Laszlo Kornitzer. Berlin : Suhrkamp 2015.
- Oroszlánkórus. 2015
  - Löwenchor : Novellen. Übersetzung Timea Tankó. Berlin : Suhrkamp 2019